# Can Bori (Sant Climent de Llobregat)
|  | Per a altres significats, vegeu «Can Bori (Bigues)». |

Can Bori és una antiga masia, actualment gairebé ensorrada, al municipi de Sant Climent de Llobregat (Baix Llobregat) que forma part de l'Inventari del Patrimoni Arquitectònic de Catalunya.

## Descripció
És un mas dins del terme de Sant Climent, integrat per més d'un edifici. L'edifici central sembla el més antic, amb la façana que tenia restes d'un rellotge de sol pintat. Aquest contenia una inscripció o data imprecisa, amb les primeres xifres: 17[...]. Aquesta estructura se li adossaven d'altres que presentaven les parets mitjaneres de terra premsada. Els sostres pràcticament no es conserven, però devien ser a doble vessant. Data del segle xviii. El tipus d'ús original de la masia era agropecuari. Actualment és en desús, abandonat i gairebé enderrocat.